# Bylany

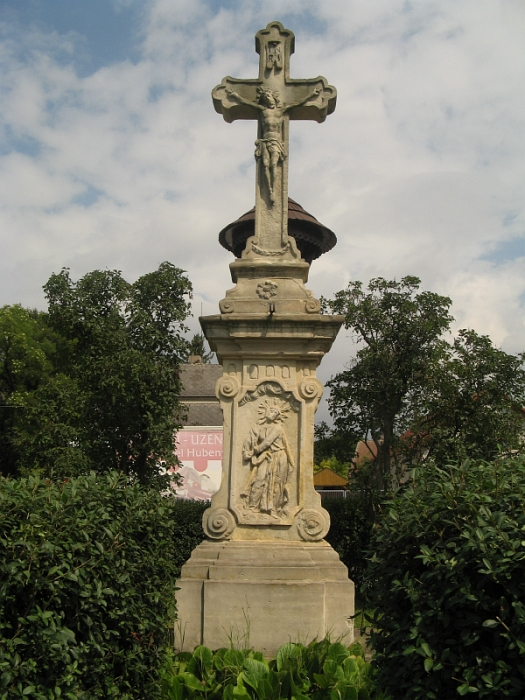
Steinernes Kreuz auf dem Dorfplatz

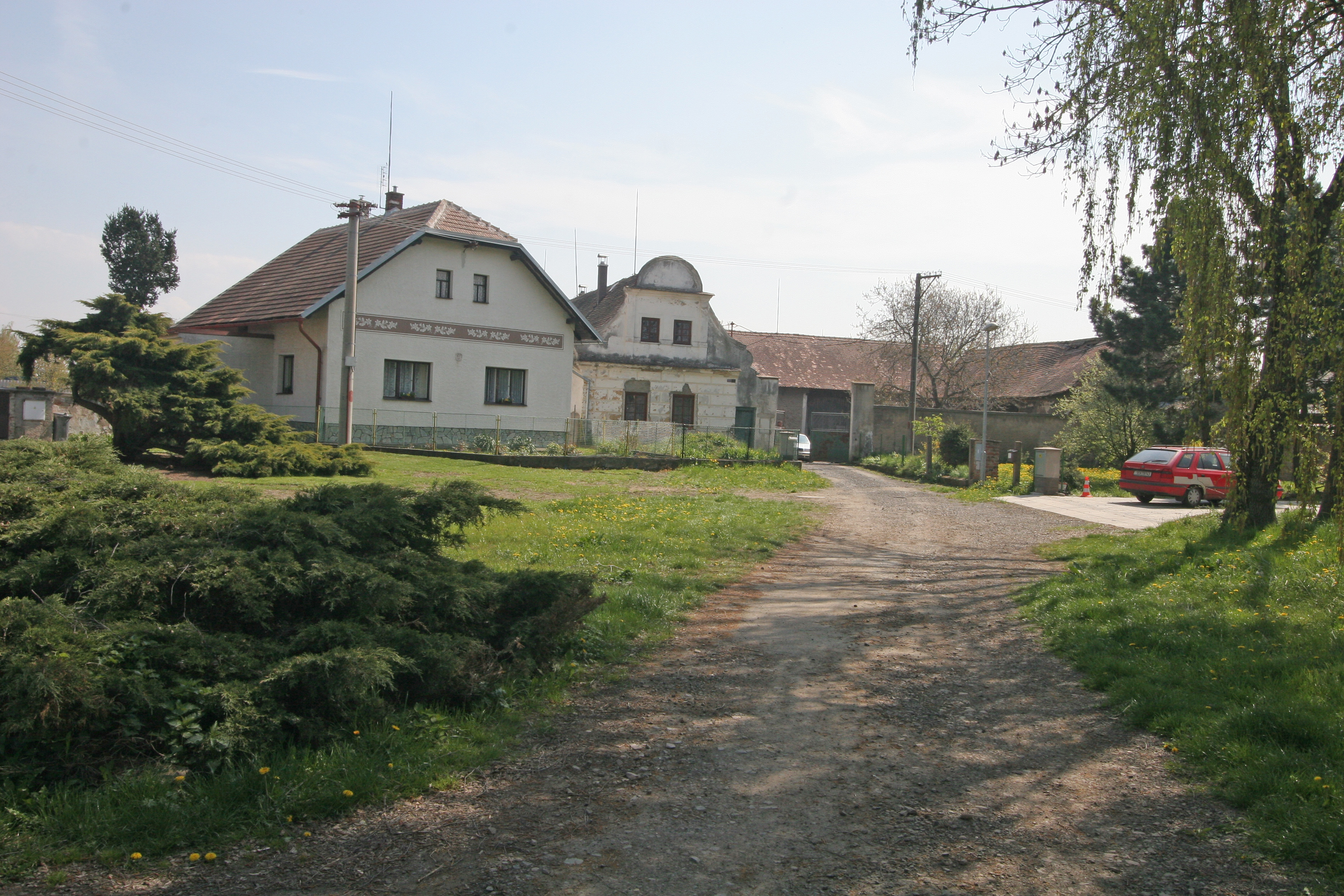
Haus Nr. 32

Bylany (deutsch Billan) ist eine Gemeinde in Tschechien. Sie liegt fünf Kilometer westlich von Chrudim und gehört zum Okres Chrudim.

## Geographie
Bylany befindet sich am Bach Bylanka auf der Heřmanoměstecká tabule (Hermannstädtler Tafel). Durch den Ort führen die Staatsstraße I/17 zwischen Chrudim und Heřmanův Městec sowie die Bahnstrecke Heřmanův Městec–Borohrádek. Östlich liegt der Teich Markovický rybník.
Nachbarorte sind Čepí und Třibřichy im Norden, Medlešice und Vestec im Nordosten, Markovice im Osten, Kozojedy, V Kozojedech und Červenec im Südosten, Stolany und Lány im Süden, Chotěnice, Nový Dvůr und Heřmanův Městec im Südwesten, Nová Doubrava, Doubrava und Klešice im Westen sowie Rozhovice im Nordwesten.

## Geschichte
Die erste urkundliche Erwähnung des Ortes erfolgte 1406, als Vavřinec von Dolany sein Erbe in Bylany an Wolfram von Polička verkaufte. 1421 besaß Václav Klektaj Bylany. Während der Hussitenkriege bemächtigte sich Diviš Bořek von Miletínek des Gutes, ab 1437 gehörte Bylany dessen Bruder Jetřich Bořek von Miletínek auf Přelouč. In der Mitte des 15. Jahrhunderts erwarb Jan Hroch von Mezilesice das Gut, ihm folgte 1454 Mikuláš von Bochov und Mezilesice. Dessen Sohn Štěpán von Bochov verkaufte Bylany 1493 an Mikuláš von Holohlavy, der das Gut teilte.
Michal Slavata verkaufte seinen Anteil 1495 an Wilhelm von Pernstein auf Pardubitz, der andere Teil von Bylany gehörte den Andiel von Ronowec auf Morašice. Zu Beginn des 16. Jahrhunderts erwarben die Švik von Lukonosy den Pernsteinischen Anteil. Adam Švik von Lukonosy verkaufte 1554 seinen Anteil für 520 Schock Böhmische Groschen an den Bürgermeister und Rat von Heřmanmiestetz. Im Morašicer Anteil ist seit 1543 ein Kretscham nachweislich, der zu dieser Zeit keinen guten Ruf hatte. Der Kretschmer und Richter Šimon wurde nach einem Raubüberfall verhaftet und zum Tode verurteilt, da er dem Raubgesindel Versteck gewährt hatte. Da es dem Rat missfiel, dass der Stadt Steuereinnahmen entgingen, weil seine Bylaner Untertanen Morašicer Bier tranken, ließ er 1560 im städtischen Anteil ein eigenes Wirtshaus errichten. Zu beiden Anteilen gehörten jeweils zehn Bauern. Nach der Schlacht am Weißen Berg verließen 1621 die protestantischen Familien das Dorf und gingen außer Landes. In der berní rula von 1654 sind für den städtischen Anteil sechs Bauern und drei Chalupner ausgewiesen. Auch nach 1661, als Johann von Sporck das Gut Morašice mit der Herrschaft Heřmanmiestetz vereinigte, blieb die Teilung von Bylany aufrechterhalten. 1798 verkauften die Grafen von Sporck die Herrschaft Heřmanmiestetz an den Freiherren von Greiffenclau, ab 1828 gehörte sie den Fürsten Kinsky.
Im Jahre 1835 bestand das im Chrudimer Kreis gelegene Dorf Billan aus 39 Häusern, in denen 279 Personen lebten. Davon gehörten 20 Häuser zur Stadtgemeinde Heřmanmiestetz und 19 zur Allodialherrschaft Heřmanmiestetz. Pfarrort war Chrudim. Haupterwerbsquelle bildete die Landwirtschaft, insbesondere der Zuckerrübenanbau. Bis zur Mitte des 19. Jahrhunderts blieb Billan zwischen der Stadtgemeinde und der Allodialherrschaft Heřmanmiestetz geteilt.
Nach der Aufhebung der Patrimonialherrschaften bildete Bilany ab 1849 eine Gemeinde im Gerichtsbezirk Chrudim. Ab 1868 gehörte die Gemeinde zum politischen Bezirk Chrudim. Am nordwestlichen Ortsrand entstand 1882 eine große Ziegelei (Cihlářský závod v Bilanech, Rudolf Petráň, František Kabeš a spol.). Die Freiwillige Feuerwehr wurde 1887 gegründet. Zwischen 1897 und 1899 wurde die Bahnstrecke Heřmanův Městec–Borohrádek angelegt, die Ziegelei erhielt ein Anschlussgleis. 1910 lebten in den 71 Häusern von Bilany 575 Personen. Während des Ersten Weltkrieges wanderten im November 1914 44 polnische Juden ein, denen in der Ziegelei Wohnraum zugewiesen wurde. 1924 erfolgte die Änderung des Gemeindenamens in Bylany. 1961 erfolgte der Zusammenschluss der Gemeinden Lány und Bylany zu einer Gemeinde Bylany-Lány; nach den zu Beginn des Jahres 1974 erfolgten Eingemeindungen von Třibřichy und Markovice führte sie nur noch den Namen Bylany. Markovice wurde 1980 nach Chrudim umgemeindet. Lány und Třibřichy lösten sich 1990 wieder los und bildeten eigene Gemeinden.

## Gemeindegliederung
Für die Gemeinde Bylany sind keine Ortsteile ausgewiesen. Im Ort liegt eine Kreisgrabenanlage.

## Sehenswürdigkeiten
- Steinernes Kreuz auf dem Dorfplatz, Kulturdenkmal
- Gedenkstein für die Gefallenen des Ersten Weltkrieges